# As Pupilas do Senhor Reitor (1994)
As Pupilas do Senhor Reitor é uma telenovela brasileira produzida e exibida pelo SBT entre 6 de dezembro de 1994 e 8 de julho de 1995, em 185 capítulos, substituindo Éramos Seis e sendo substituída por Sangue do Meu Sangue. É uma versão do livro de mesmo título de Júlio Dinis, sendo adaptado por Lauro César Muniz, com colaboração de Ismael Fernandes e Bosco Brasil, sob direção geral de Nilton Travesso. É a segunda versão adaptada do livro, após a versão de 1970 da RecordTV, também escrita por Lauro César.
Contou com Débora Bloch, Eduardo Moscovis, Luciana Braga, Tuca Andrada, Juca de Oliveira, Joana Fomm, Elias Gleizer e Eduardo Galvão nos papéis principais.

## Antecedentes
A partir de 1993, o SBT começou a investir na produção de folhetins brasileiros. Iniciou as adaptações com Éramos Seis (1994), adaptada de um romance homônimo de Maria José Dupré, por Sílvio de Abreu e Rubens Ewald Filho.
Em 14 de junho de 1994, a direção da emissora decidiu fazer uma nova versão de As Pupilas do Senhor Reitor, romance português escrito por Júlio Dinis em 1867. Esta foi a segunda versão televisiva da obra, já que a primeira foi ao ar em 1970, pela Rede Record.

## Produção

### Escolha do elenco
A novela contou com  vários atores globais. Em agosto de 1994, a atriz Débora Bloch assinou contrato com o SBT para ser uma das protagonistas da novela. A atriz estava longe das novelas desde 1986. Eduardo Moscovis interpretou o protagonista masculino. A atriz Daniela Camargo, advinda de três novelas globais, estudava em Nova York e largou seu curso para atuar como antagonista na novela.

### Gravações
As cidades portuguesas do Porto e de Guimarães, nas regiões do Douro e do Minho, serviram de cenário para as primeiras gravações da trama. Durante dez dias, a equipe formada por Nilton Travesso, gravou várias cenas com três dos protagonistas da trama: Guida (Débora Bloch), Daniel (Eduardo Moscovis) e Amália (Daniela Camargo). Foram produzidos, também, "pack shots" –imagens para serem inseridas durante toda a novela. Travesso percorreu todo o norte de Portugal para encontrar uma aldeia que servisse de locação para a trama, ambientada entre 1860 e 1870 na aldeia portuguesa de Póvoa do Varzim. Encontrou o cenário que queria no pequeno vilarejo de Sistelo, a cerca de 25 quilômetros da fronteira com a Espanha, "Foi o único local onde achamos uma aldeia com o estilo romântico preservado", contou Nilton. As sequências gravadas em Portugal foram ao ar nos capítulos de números três a sete da novela Uma das mais complicadas foi a cena de uma briga entre Amália e Daniel, que previa um temporal, sendo que a chuva foi artificialmente criada com a ajuda do corpo de bombeiros da cidade de Guimarães e quase inundou a pousada que servia de cenário. Segundo o diretor, além dos bombeiros, todas as autoridades locais também contribuíram para o sucesso das gravações, "Todos foram muito compreensivos e acho que pesou muito o fato da novela ser uma adaptação da obra de Júlio Diniz, um autor que os portugueses prezam muito e consideram como um dos romancistas mais modernos de sua época", diz Travesso. Porém, a poluição sonora de Porto atrapalhou as gravações. Assim, todas as cenas com som direto previstas para a cidade do Porto tiveram que ser transferidas para Guimarães, "A poluição sonora do Porto é muito grande", explicou um decepcionado Travesso.
Como o custo da viagem de toda a equipe ficaria muito alto, optou-se por gravar cenas com alguns atores no Brasil. Foram feitas cenas na Catedral da Sé, no centro de São Paulo. Para isto, o cenário foi minuciosamente escolhido por um historiador, que procurou locações semelhantes às de Portugal. A catedral da Sé é uma delas. O SBT também aproveitou cenários da antecessora na cidade cenográfica da emissora, o que era a São Paulo dos anos 30, de Éramos Seis, vai se transformando em uma vila portuguesa do século passado. Nos estúdios, a casa de Lola (Irene Ravache) deu lugar à igreja do reitor de Pupilas (Juca de Oliveira).
Também houve cenas externas em uma fazenda em Itu. Como se tratava de uma gravação ao ar livre, apenas uma câmera foi utilizada. Os atores, então, tiveram que gravar todas as cenas duas vezes: uma com a câmara instalado lado esquerdo, e outra com ela colocada do lado direito. A seqüência era o encontro de Amália (Daniela Camargo) com Daniel (Eduardo Moscovis) à beira de um lago. Os dois conversavam e, em seguida, se beijavam.

## Enredo
No século XIX em Póvoa de Varzim, as irmãs órfãs Guida (Débora Bloch) e Clara (Luciana Braga) são criadas sob os dogmas da igreja pelo rígido Padre Antônio (Juca de Oliveira), que, ao descobrir o romance da primeira com o rebelde Daniel (Eduardo Moscovis), pressiona para que o pai dele, o coronel José Das Dornas (Elias Gleizer), o envie para um internato. Após 10 anos, Daniel volta formado em medicina sem se lembrar da amada e seduz várias moças do vilarejo, inclusive Clara, agora noiva de seu irmão Pedro (Tuca Andrada). Quase pega no quarto com Daniel, Clara é salva por Guida, que se coloca no lugar da irmã e tem sua reputação manchada no vilarejo. O acontecimento faz Clara se arrepende da traição e Daniel se apaixonar novamente por Guida, porém Padre Antônio proíbe as irmãs de se envolverem em tão polêmica família, tendo os dois casais que lutarem para ficarem juntos.
Em meio aos contratempos há Amália (Daniela Camargo), uma mulher ardilosa e obsessiva por Daniel, que faz de tudo para mantê-lo longe de Guida, e Fernão (Eduardo Galvão), rapaz bondoso que sempre esperou uma chance com a órfã e tem aprovação do reitor. Os escândalos no vilarejo aumentam com a chegada de Eugênia Carlota (Joana Fomm), ex-noiva de Padre Antônio abandonada na juventude para seguir a batina, que busca vingar-se dele, ainda que tenha que prejudicar suas pupilas para isso.
No vilarejo, o médico João Semana (Luiz Carlos Arutim) sempre ignorou os sentimentos da assistente Joana (Denise Del Vecchio) até ela ser cortejada pelo galante Augusto (Oscar Magrini) e ele temer perder sua maior companheira. João da Esquina (Renato Borghi) passa tanto tempo preocupado com sua filha Francesquinha (Valéria Alencar), uma moça fogosa que vive tentando seduzir Daniel e Gama (Marcos Breda), que não nota o caso que sua esposa Tereza (Elizângela) tem com Malaquias (Roney Facchini). Na basílica da cidade ainda há o padre Emílio (Olair Coan), que passa a desenvolver sentimentos por Guida, e o padre José (Roberto Bomtempo), maior opositor ao reitor, além das beatas fofoqueiras Zefa (Ana Lúcia Torre), Brásia (Claudia Mello) e Rosa (Miriam Mehler) – essa última esconde de todos que abandonou um filho na juventude, Manoel (Cláudio Fontana), que tenta encontrar pistas de quem é sua legítima mãe com ajuda de sua amada Mariazinha (Fernanda Muniz).

## Elenco
| Ator/Atriz          | Personagem                    |
| ------------------- | ----------------------------- |
| Débora Bloch        | Margarida da Silva (Guida)    |
| Eduardo Moscovis    | Daniel das Dornas             |
| Luciana Braga       | Clara da Silva                |
| Tuca Andrada        | Pedro das Dornas              |
| Juca de Oliveira    | Padre Antônio (Senhor Reitor) |
| Joana Fomm          | Eugênia Carlota               |
| Elias Gleizer       | José das Dornas               |
| Eduardo Galvão      | Fernão Ribeira                |
| Luiz Carlos Arutim  | Dr. João Semana               |
| Denise Del Vecchio  | Joana                         |
| Oscar Magrini       | Augusto                       |
| Ana Lúcia Torre     | Beata Zefa                    |
| Miriam Mehler       | Beata Rosa                    |
| Cláudia Mello       | Beata Brásia                  |
| Elizângela          | Tereza da Esquina             |
| Renato Borghi       | João da Esquina               |
| Valéria Alencar     | Francisquinha da Esquina      |
| Daniela Camargo     | Amália                        |
| Rogério Márcico     | Pereirinha                    |
| Jofre Soares        | Mestre Álvaro                 |
| Cláudio Fontana     | Manoel do Alpendre            |
| Caio Blat           | Henrique                      |
| Luiz Guilherme      | General Afonso d'Alencastro   |
| Olair Coan          | Padre Emílio                  |
| Roberto Bomtempo    | Padre José                    |
| Sônia Guedes        | Alice                         |
| Lu Grimaldi         | Elvira                        |
| Roney Facchini      | Malaquias                     |
| Marcos Breda        | Gama                          |
| Bri Fiocca          | Liduína                       |
| Lavínia Pannunzio   | Antonieta                     |
| Lourdes de Moraes   | Vitória                       |
| Fernando Neves      | Jorge                         |
| Cláudio Curi        | Rogério                       |
| Fernanda Muniz      | Mariazinha                    |
| Lúcia Romano        | Isabel                        |
| Cristina Padiglione | Ana Carolina                  |
| Sabrina Beráguas    | Adelaide                      |
| Élida Marques       | Leonor                        |

### Participações especiais
| Ator               | Personagem           |
| ------------------ | -------------------- |
| Paulo Goulart      | Dom Arlindo da Silva |
| Rosamaria Murtinho | Ressureição da Silva |
| Lucinha Lins       | Magali do Porto      |
| Eliete Cigarini    | Gisela               |
| Philipe Levy       | Cardeal Joaquim      |
| Ariela Goldman     | Maria do Porto       |
| Riba Carlovich     | Inácio               |
| Alexandre Reinecke | Capitão Costa        |
| Lulu Pavarin       | Donana               |
| Paulo de Almeida   | Antônio              |
| Cristina Bessa     | Guida (jovem)        |
| Paula Klein        | Clara (jovem)        |
| Jiddu Pinheiro     | Daniel (jovem)       |
| Oberdan Júnior     | Pedro (jovem)        |

## Exibição e reprises
A estreia esteve prevista tanto para 21 de novembro, ou 28 de novembro de 1994, mas foi adiada para 6 de dezembro já que havia poucas cenas gravadas da novela, substituindo Éramos Seis. Em 5 de dezembro de 1994, após o último capítulo de Éramos Seis, foi exibido pelo SBT um especial reunindo o elenco de Éramos Seis, sua antecessora no horário, com o elenco de As Pupilas do Senhor Reitor. Apresentado ao vivo por Hebe Camargo, o programa foi transmitido diretamente do Palácio das Convenções do Anhembi Parque, em São Paulo.
Foi reprisada pelo SBT entre 11 a 15 de dezembro de 2006, com uma baixa audiência, a primeira reprise foi cancelada e foi dada uma explicação de problemas com direitos autorais das músicas. Um tempo depois, o SBT alegou conseguir reexibir a trama e foi exibida uma segunda reprise, desde o início, entre 7 de maio a 3 de agosto de 2007, compactada em 65 capítulos, substituindo O Diário de Daniela, às 15h15 da tarde. 
Será reexibida na íntegra no canal fast +Novelas, do serviço de streaming +SBT, a partir do dia 11 de agosto de 2025,  substituindo Vende-se um Véu de Noiva na faixa das 23h.
Outras Mídias
Será disponibilizada pelo +SBT em 28 de agosto de 2025, com 20 capítulos semanais, vindo em paralelo com a transmissão no canal fast +Novelas.

## Recepção

### Audiência
Obtendo índices de até 14 pontos de audiência na primeira semana de exibição, As Pupilas do Senhor Reitor conseguiu manter a fatia do público conquistada por Éramos Seis. Na sexta-feira, 9 de dezembro, a trama do SBT registrou 11 pontos no Ibope contra 25 da Rede Globo, que exibia o Globo Repórter. Porém a audiência foi caindo e raramente alcançava índices de audiência maiores que 10 pontos na Grande São Paulo. Éramos Seis, que a antecedeu, tinha melhor desempenho. Registrava médias de 15 pontos. Estabilizada em torno dos oito pontos durante as últimas semanas, a audiência da trama começou a dar sinais de revitalização. A novela já alcançava a média de 10 pontos no primeiro horário de exibição. Segundo o SBT, a baixa audiência está diretamente ligada às férias de verão, época em que muitos paulistanos deixam São Paulo – onde é aferida a audiência. A obra se manteve nos 14, com picos de 20 pontos.